# Dale Dye

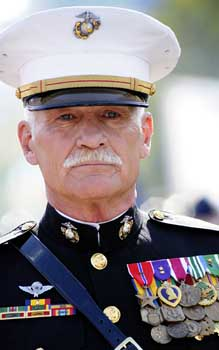
Dale Dye (2008)

Dale Adam Dye, Jr. (* 8. Oktober 1944 in Cape Girardeau, Missouri) ist ein US-amerikanischer Unternehmer, Schauspieler und Autor.

## Leben
Der US-Marine-Veteran Dye diente in den 1960er Jahren im Vietnamkrieg. Er wurde mehrfach verwundet und erhielt drei Purple Hearts. In den frühen 1980er Jahren war er noch in Beirut stationiert, bevor er seine aktive militärische Laufbahn im Rang eines Captain 1984 beendete.
Bis heute arbeitet Dale Dye als Berater von Film- und Fernsehproduktionen in Fragen der Darstellung militärisch bezogener Sachverhalte und Dramaturgien. Seine ersten Werke als technischer Berater waren 1986 die Spielfilme Invasion vom Mars und Platoon. Weitere, international bekannt gewordene und von Dye begleitete Spielfilmproduktionen waren unter anderen Bestie Krieg, Geboren am 4. Juli, JFK – Tatort Dallas, Forrest Gump, Outbreak – Lautlose Killer und Der Soldat James Ryan. Serienproduktionen, bei denen er als Berater mitwirkte, waren u. a. Band of Brothers – Wir waren wie Brüder, The Pacific und Masters of the Air. Häufig trat er neben seiner beratenden Tätigkeit auch als Darsteller auf, so etwa als Captain Harris in Platoon und in mehreren Folgen von Band of Brothers. Dye hat zwischenzeitlich für Beratertätigkeiten das Unternehmen Warriors Inc. gegründet.
Dale Dye hat einige Romane veröffentlicht sowie das Drehbuch des Spielfilms Airborne – Flügel aus Stahl (Original: Fire Birds) mitverfasst.
Von 2011 bis 2013 war er als Colonel Porter in Steven Spielbergs Science-Fiction-Serie Falling Skies zu sehen.

## Filmografie (Auswahl)
- 1986: Platoon
- 1987: Beverly Hills Boys Club (Billionaire Boys Club)
- 1988: Flugzeugträger U.S.S. Georgetown (Supercarrier, Fernsehserie)
- 1989: Die Verdammten des Krieges (Casualties of War)
- 1989: 84 Charlie Mopic (84C MoPic, Stimme)
- 1990: Airborne – Flügel aus Stahl (Fire Birds)
- 1990: Powerplay (The Fourth War)
- 1991: JFK – Tatort Dallas (JFK)
- 1992: Alarmstufe: Rot (Under Siege)
- 1994: Natural Born Killers
- 1995: Alarmstufe: Rot 2 (Under Siege 2: Dark Territory)
- 1995: Outbreak – Lautlose Killer (Outbreak)
- 1996: Mission Impossible
- 1996: Immer Ärger mit Sergeant Bilko (Sgt. Bilko)
- 1997: Starship Troopers
- 1998: Der Soldat James Ryan (Saving Private Ryan)
- 2000: Rules – Sekunden der Entscheidung (Rules of Engagement)
- 2001: Band of Brothers – Wir waren wie Brüder (Band of Brothers)
- 2001: Spy Game – Der finale Countdown (Spy Game)
- 2003: 44 Minuten – Die Hölle von Nord Hollywood (44 Minutes: The North Hollywood Shoot-Out)
- 2005: The Great Raid – Tag der Befreiung (The Great Raid)
- 2006: Welcome, Mrs. President (Fernsehserie, drei Folgen)
- 2010: Cold Case – Kein Opfer ist je vergessen (Fernsehserie)
- 2010: Knight and Day
- 2011: Larry Crowne
- 2011–2013: Falling Skies (Fernsehserie)
- 2016: Sniper - Special Ops
- 2019: The Last Full Measure

## Schriften (Auswahl)
- Platoon. Ein Roman. Nach einem Drehbuch von Oliver Stone. 13. Auflage. Heyne, München 1994, ISBN 3-453-00536-8 (amerikanisches Englisch: Platoon. Übersetzt von Joachim Honnef).